# Pignon à épis

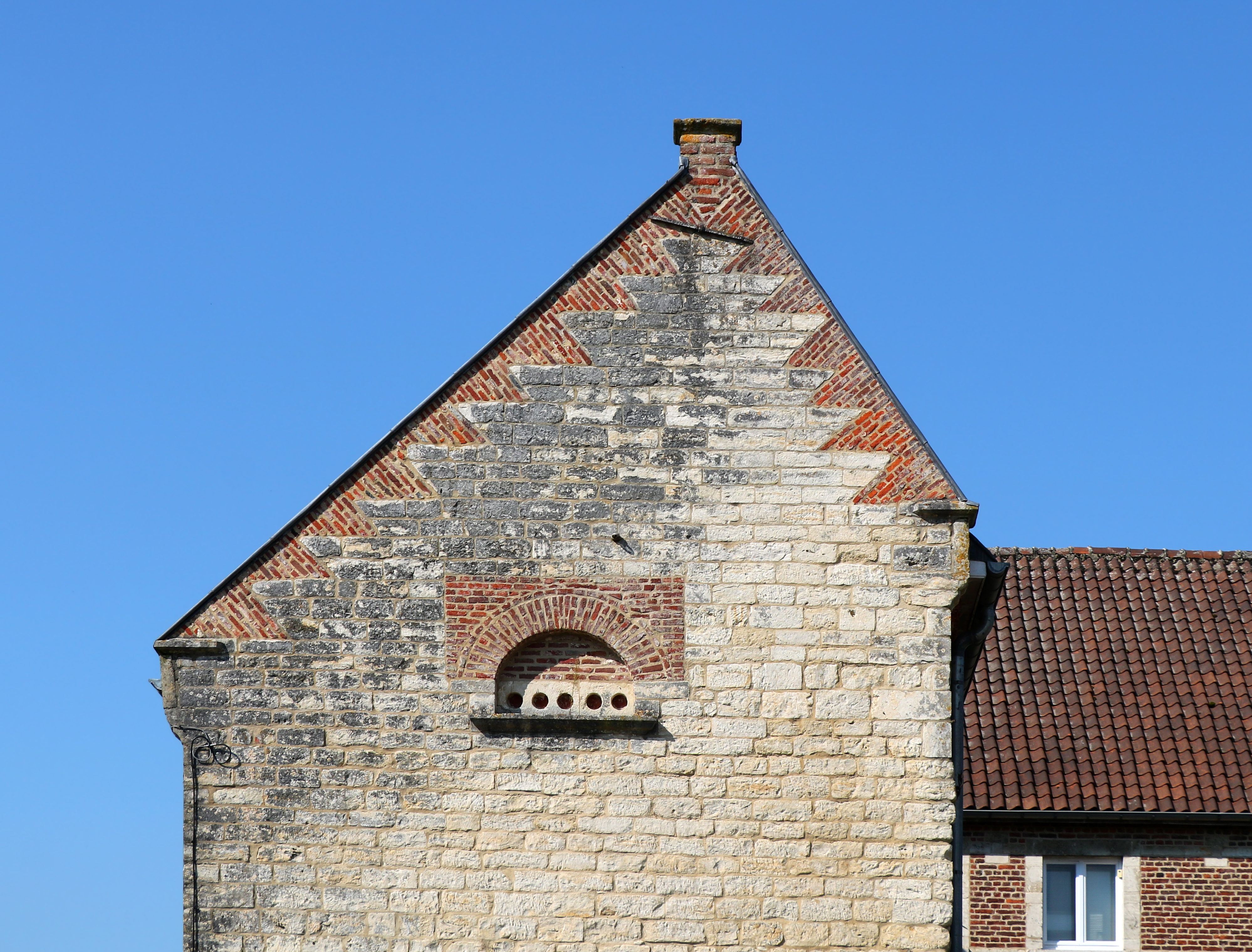
Pignon à épis de la dépendance de la cure de Mélin.

Le pignon à épis est un pignon fréquemment utilisé dans l'architecture de briques en Belgique et en Picardie.

## Pignon à épis en Belgique
Le pignon à épis est en un pignon de briques ou de moellons bordé de motifs en forme de dents de scie constitués de briques disposées en oblique.
On le retrouve dans l'architecture classique du XVIIIe siècle, tant religieuse que civile :
- Église Notre-Dame de Mousty :
  - transept où les épis encadrent le millésime de 1744 réalisé en briques noires ;
  - façade occidentale de l'église datée de 1771-1772 ;
  - porche moderne (ajouté en 1937), où les épis de brique se détachent sur une maçonnerie de moellon ;
- Chapelle du Chêneau (Chapelle Notre-Dame des Affligés de Longueville) ;
- Château Barthélemy à Hannêche[1] ;
- Chapelle Saint-Roch de Presles[2] ;
- Chapelle Notre-Dame des Affligés de Wanfercée-Baulet[3]
- Cure de Mélin.

Le pignon à épis se retrouve également fréquemment dans l'architecture rurale de Wallonie en briques de la même époque :
- ferme du Douaire à Ottignies ;
- ferme de Beaurieux, au niveau de la grange[4] ;
- ferme du Biéreau à Louvain-la-Neuve ;
- ferme du Colombier à Mellet[5] ;
- ancienne ferme du château de Wangenies[6] ;
- ferme du Tri à Frasnes-lez-Gosselies[7] ;
- ferme du Bailli à Viesville[8].

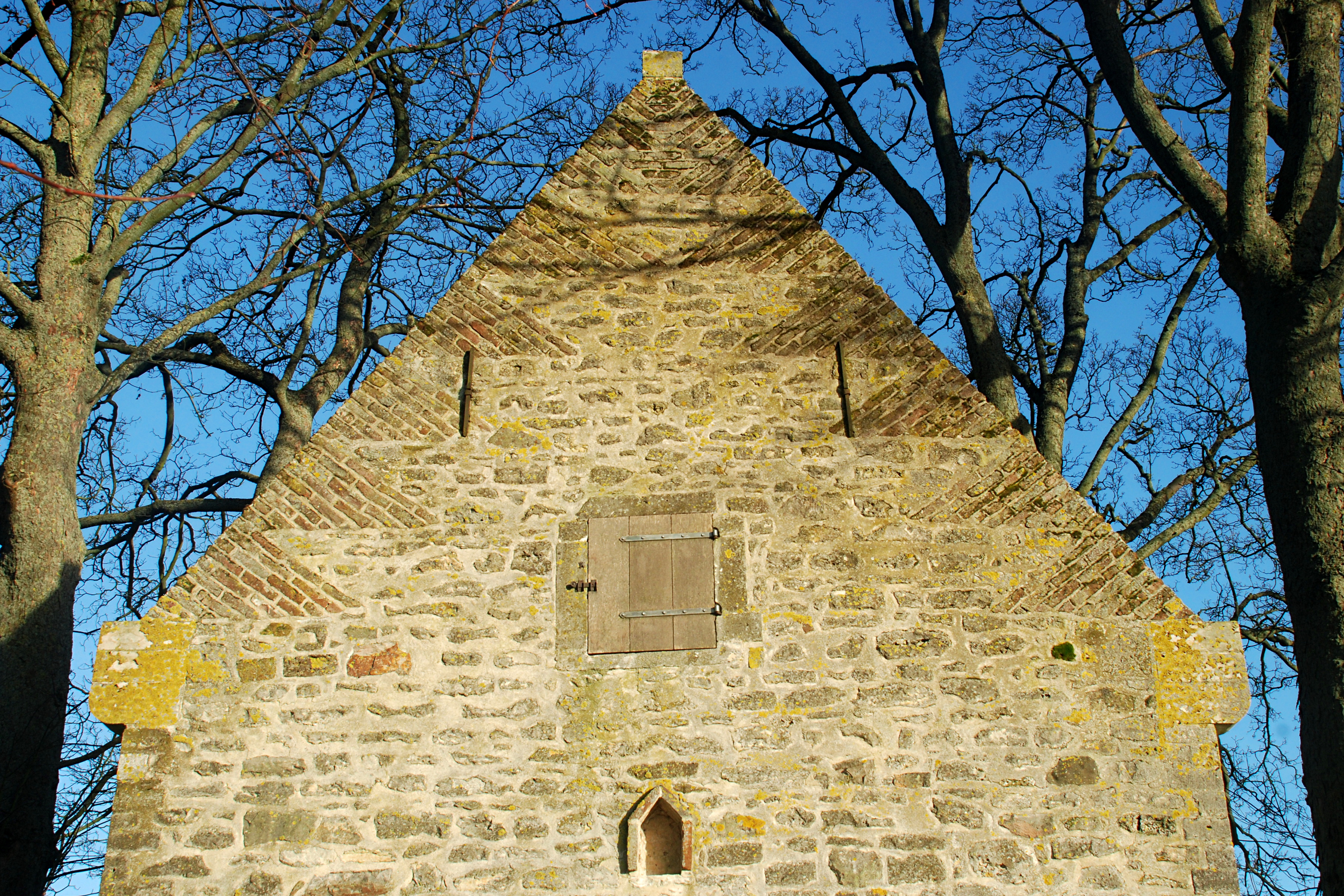
Le pignon à épis de la chapelle du Chêneau (Chapelle Notre-Dame des Affligés de Longueville).
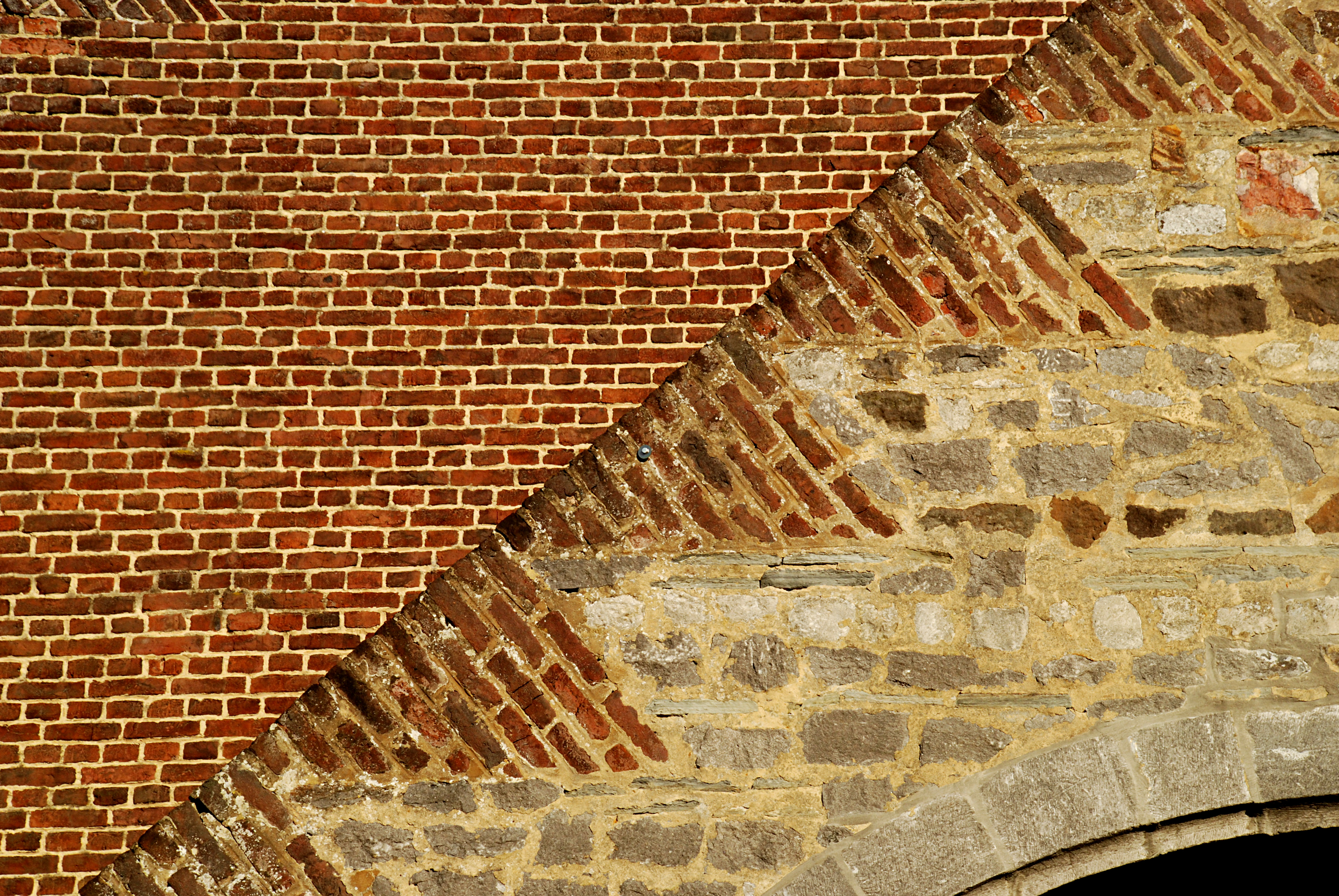
Détail du pignon à épis du porche de l'église Notre-Dame de Mousty.
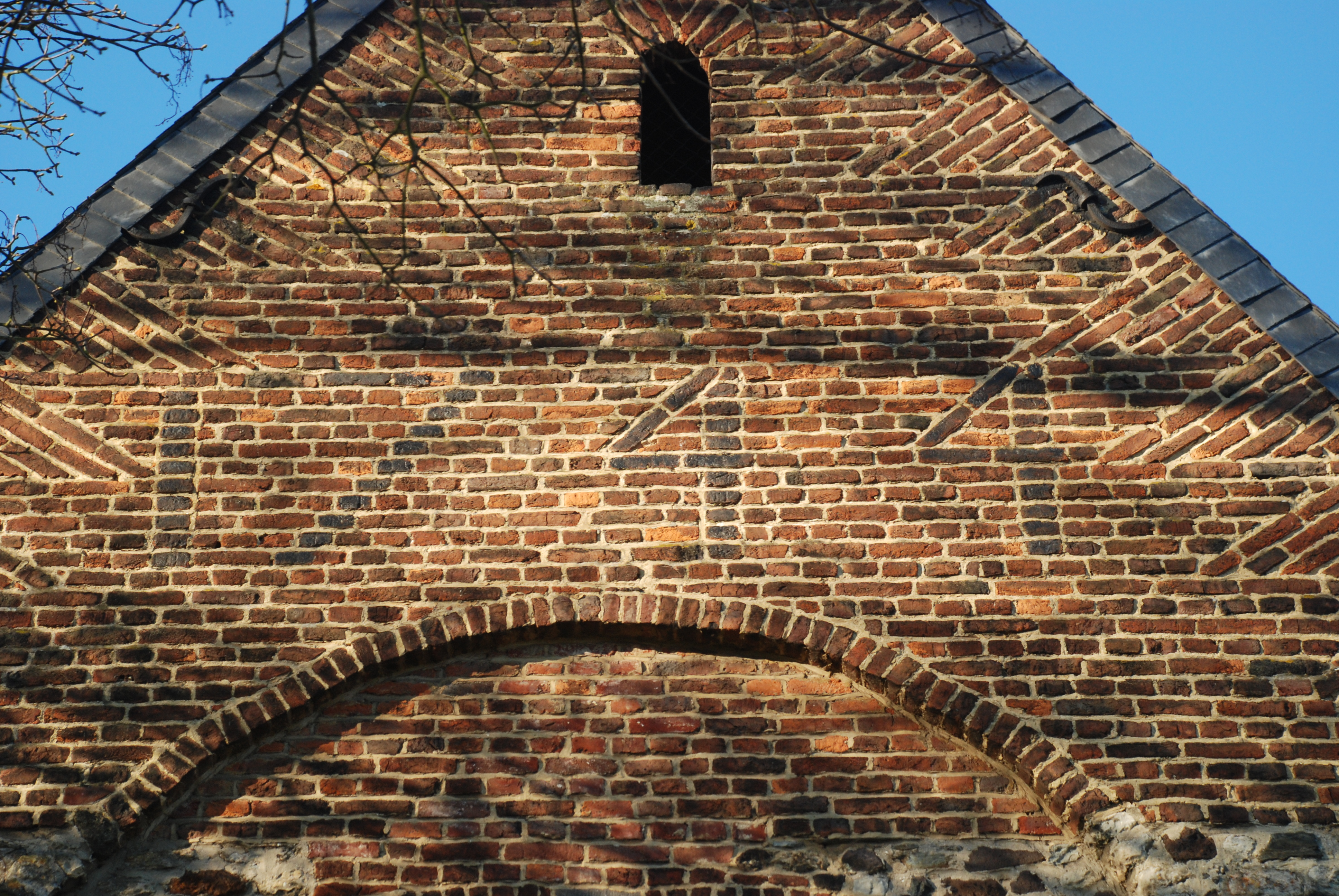
Le pignon à épis du transept de l'église Notre-Dame de Mousty.
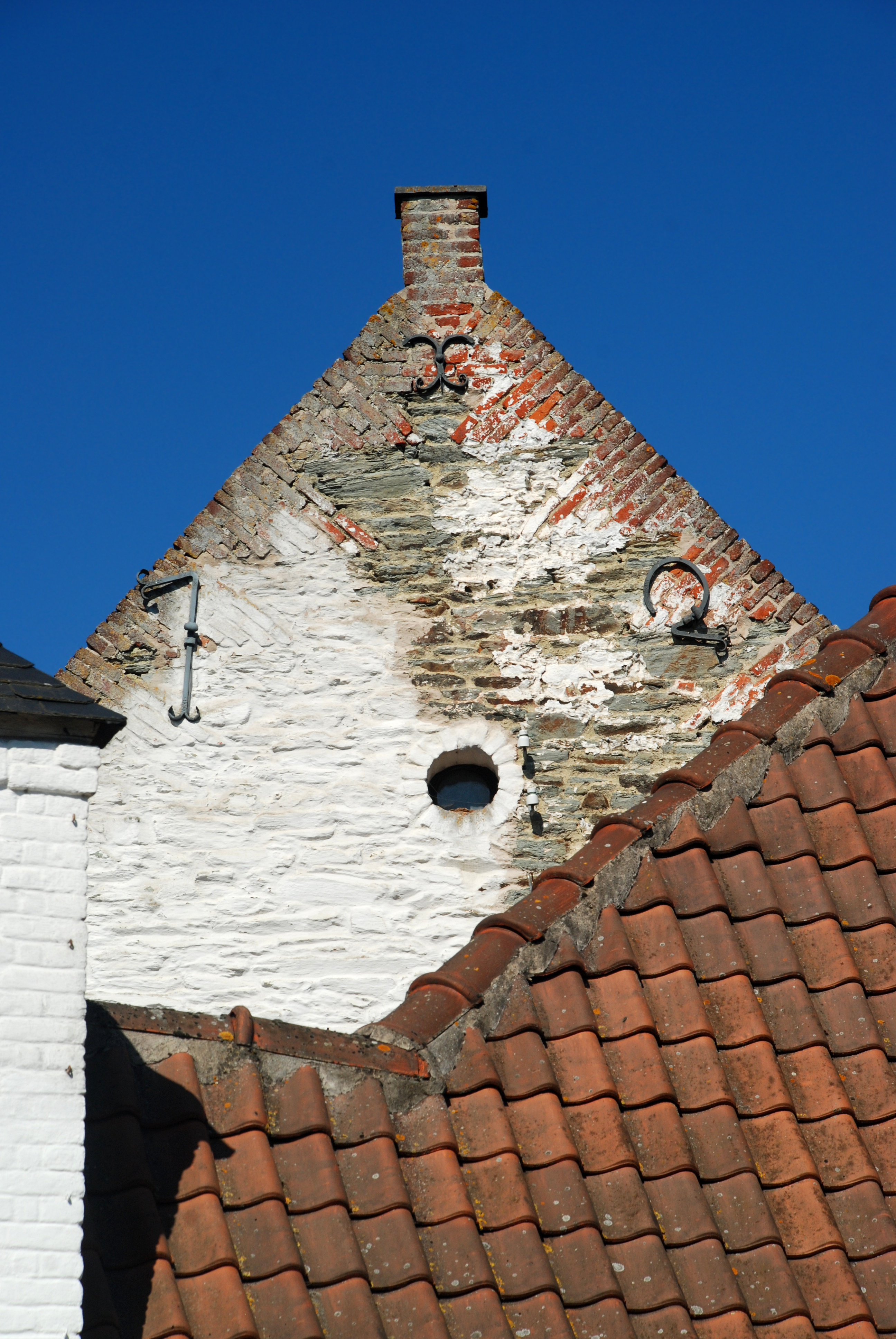
Pignon à épis de la grange de la ferme de Beaurieux.

## Pignon à couteau picard
Une variante des pignons à épis est appelé « pignon à couteau picard »,. On la retrouve en Amiénois, en Beauvaisis, en Laonnois, en Artois propre ainsi qu'en Ponthieu. Cette variante utilise la craie et la pierre blanche des carrières de Bray et de Fresnicourt-le-Dolmen à la place des briques blanches. Beaucoup de pignons picards ont un appareillage brique et pierre. Ces pignons dépassent souvent des toitures en formant des rampants en pierre et plus souvent en brique en forme de triangle ou de dents de scie.

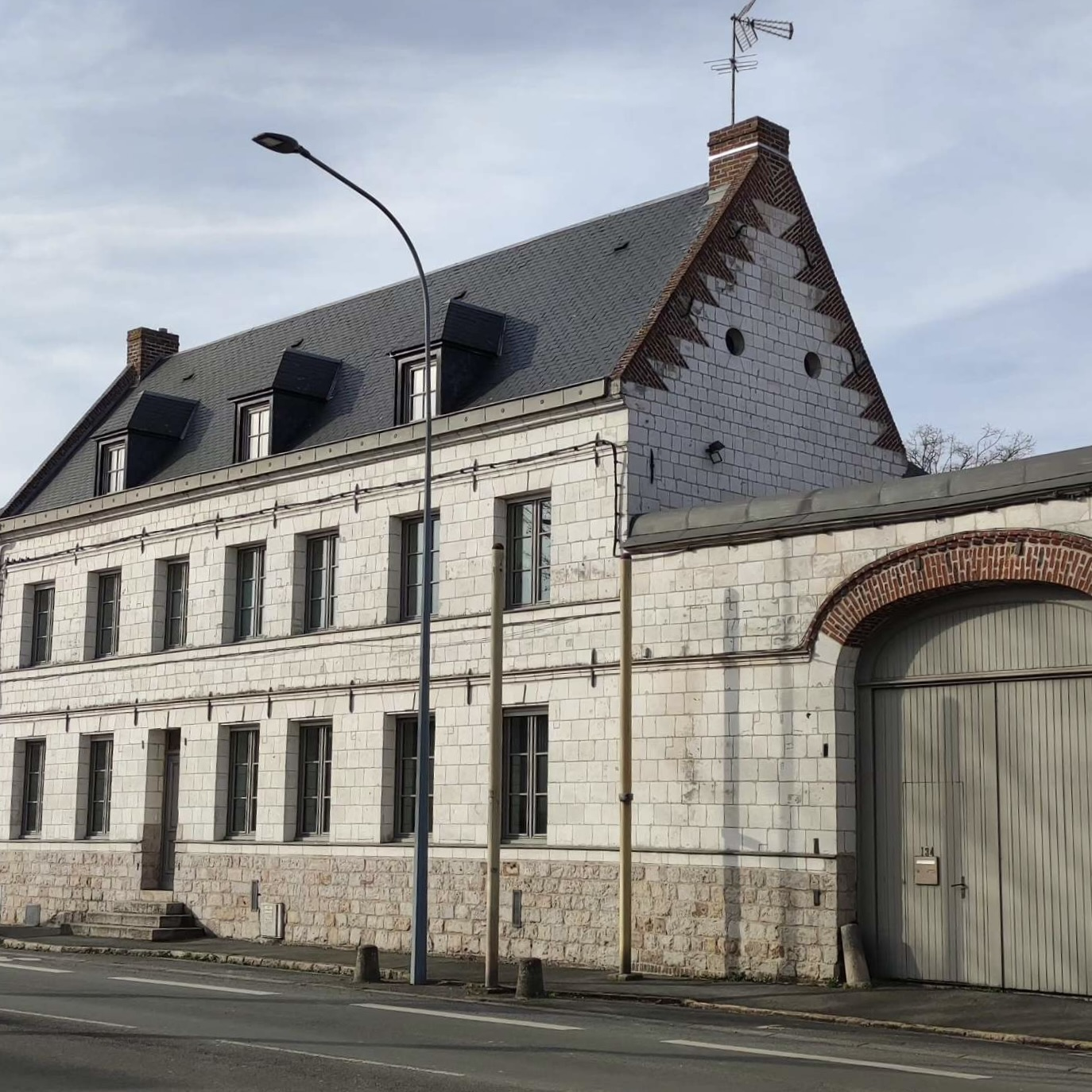
Pignon à couteau picard des vallées du Crinchon et du Gy, au Faubourg d'Amiens à Arras.
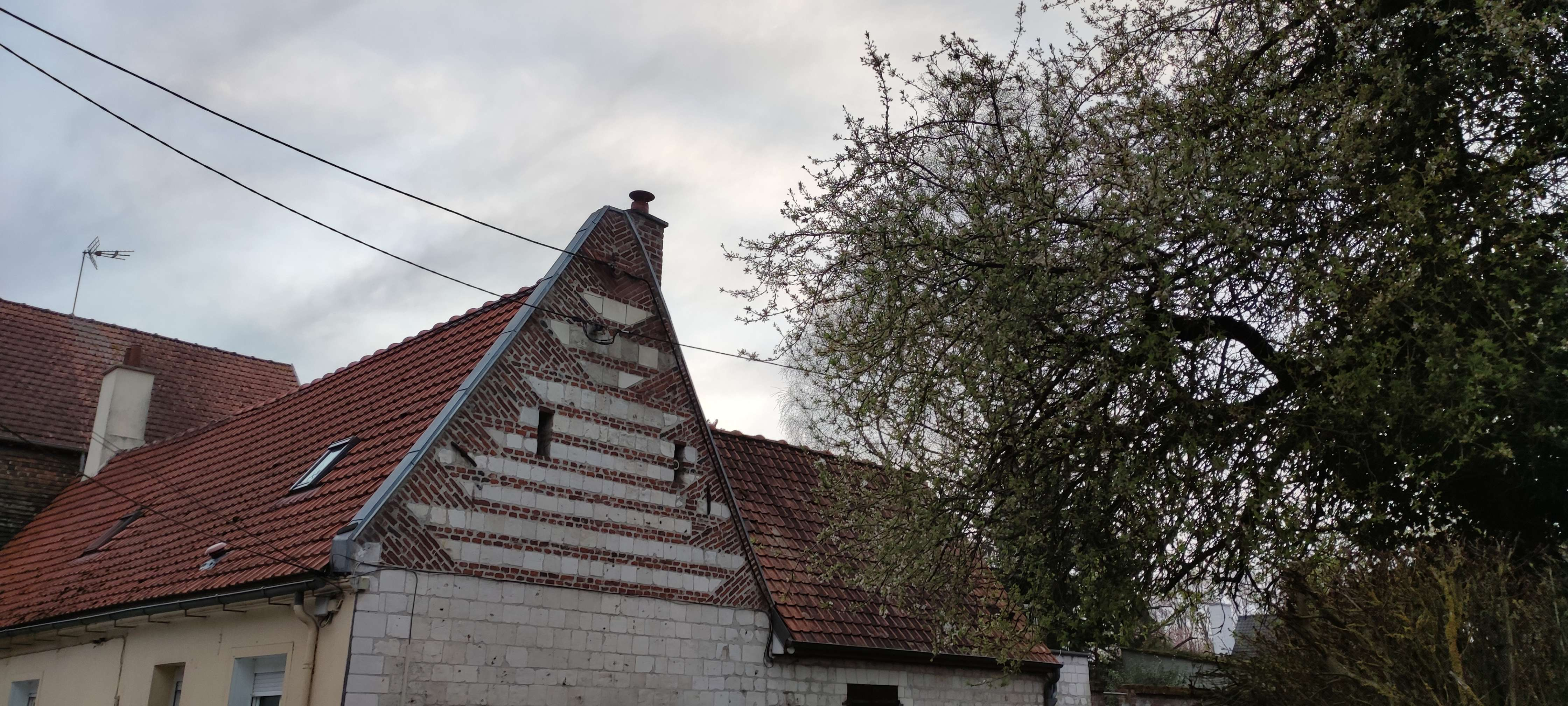
Pignon à couteau picard de la Haute-Scarpe, à Saint-Nicolas.
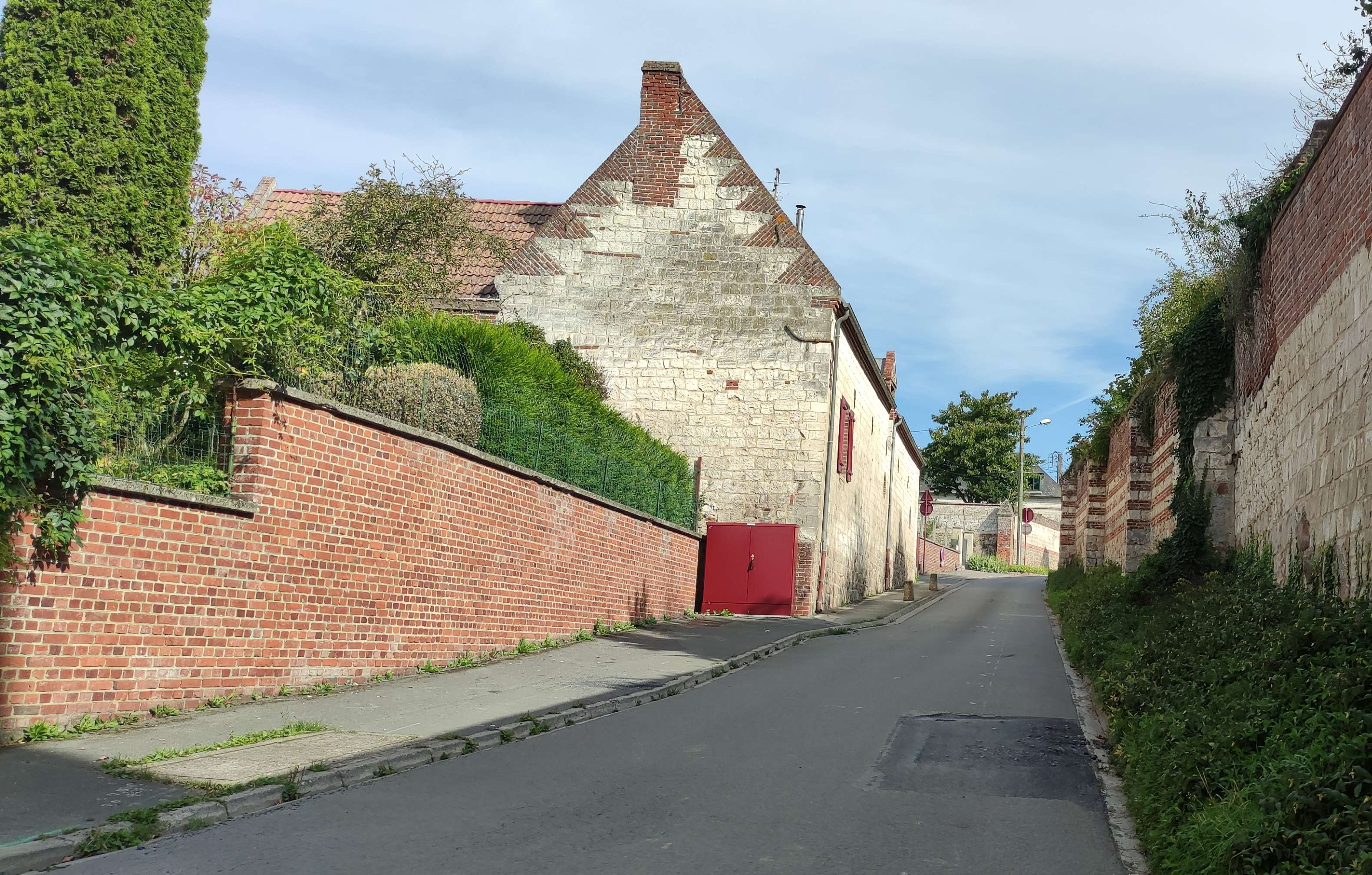
Pignon à couteau picard du Ternois, à Étrun.

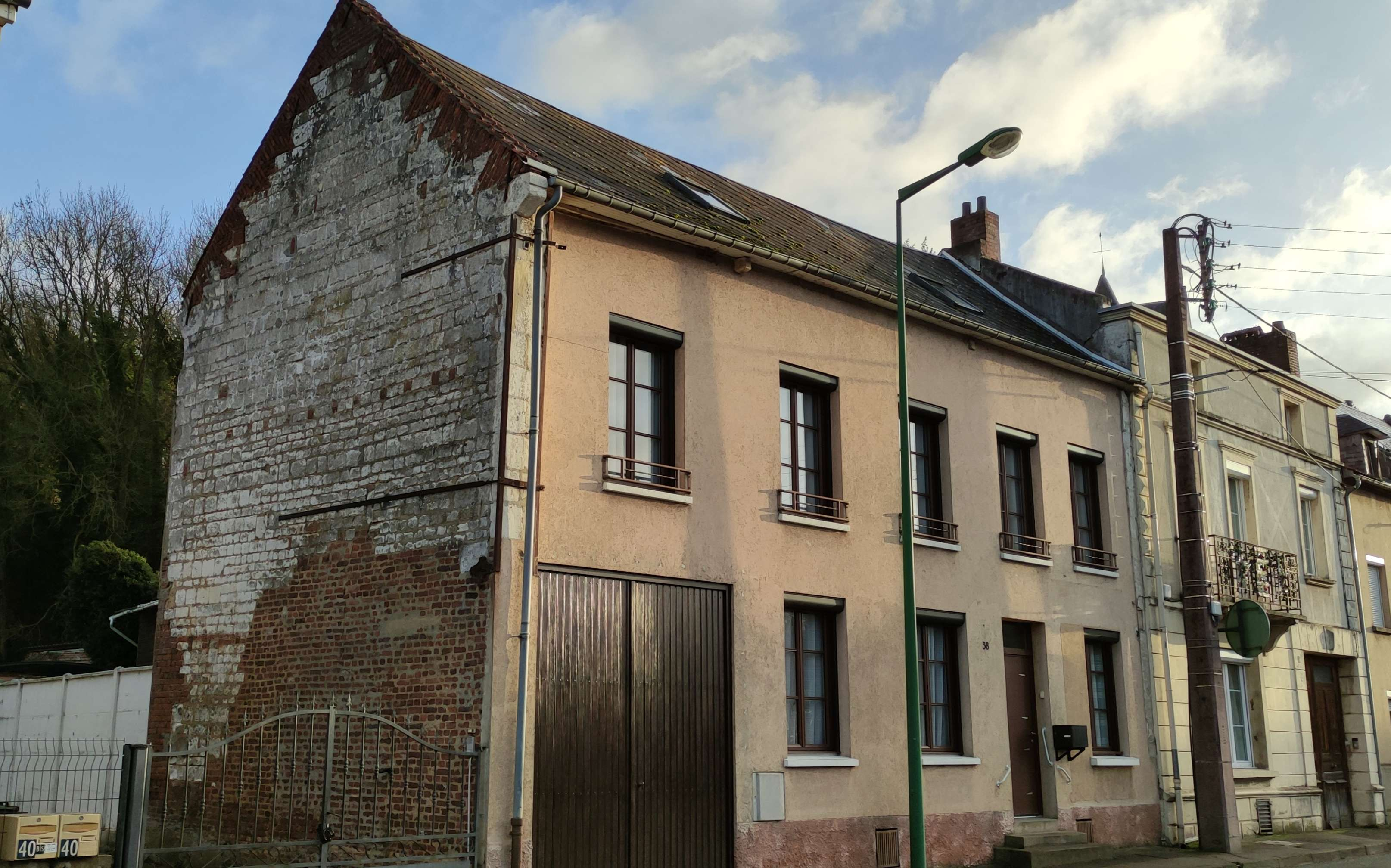
Pignon à couteau picard à Poix-de-Picardie
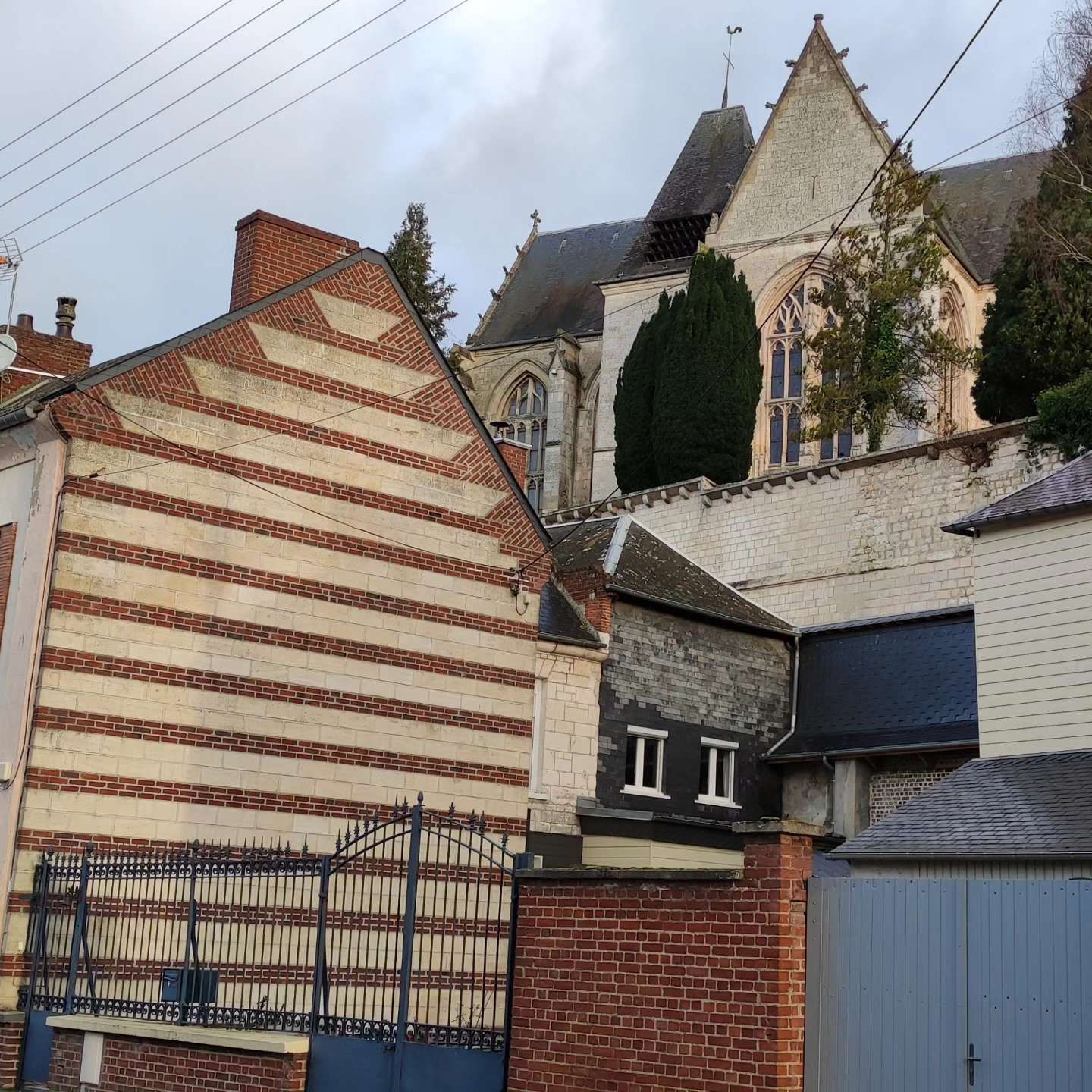
Pignon à couteau picard à Poix-de-Picardie, et vue sur l'église Saint-Denis.